# Josh Hamilton
Joshua Cole „Josh” Hamilton (ur. 9 czerwca 1969 w Nowym Jorku)  – amerykański aktor filmowy, teatralny i telewizyjny, producent filmowy.

## Życiorys
Urodził się w Nowym Jorku, w stanie Nowy Jork jako syn pary aktorskiej - Sandry Kingsbury i Dana Hamiltona. Wychowywany był przez aktorkę Stephanie Braxton i reżysera Theodora Timrecka. Ukończył studia na wydziale teatralnym prywatnej uczelni Brown University w Providence, w stanie Rhode Island.
Mając osiemnaście lat zadebiutował na kinowym ekranie w biograficznym dramacie muzycznym swojego przybranego ojca Dobry dysonans jak człowiek (A Good Dissonance Like a Man, 1977) u boku swojej przybranej matki. W 1983 zastąpił Matthew Brodericka i wystąpił w roli Eugene Jerome na scenie Broadwayu w sztuce Neila Simona Wspomnienia z Brighton Beach (Brighton Beach Memoirs). Po udziale w filmie telewizyjnym HBO Wściekłe lato (The Wilder Summer, 1983), pojawił się w dramacie Dosyć starszy (Old Enough, 1984) z Alyssą Milano i operze mydlanej ABC Wszystkie moje dzieci (All My Children, 1984) jako Philip 'Charlie' Brent Jr.
Rola Chipa Fultona w jednym z odcinków serialu CBS CBS szkolna przerwa specjalna (CBS Schoolbreak Special, 1985, 1991) została uhonorowana w 1992 nagrodą Emmy. W 1993 został współzałożycielem Malaparte Theater Company w Nowym Jorku. w serialach: HBO Seks w wielkim mieście (Sex and the City, 2000), NBC Brygada ratunkowa (Third Watch, 2001–2002).
Występował na scenie Off-Broadwayu w spektaklach: Jak bzik w miodzie utopiony (As Bees in Honey Drown) Douglasa Cartera Beane'a (1998), Wbrew regułom (The Cider House Rules) Johna Irvinga (1999) i Seksualne perwersje w Chicago (Sexual Perversity in Chicago/The Duck Variations) Davida Mameta (2000). W 2005 za rolę Mickeya w przedstawieniu Davida Rabe’a Harmider (Hurlyburly) u boku Bobby’ego Cannavale był nominowany do nagrody Drama Desk i zdobył dwie nominacje do Lucille Lortel Award. W latach 2006–2007 zagrał w dziewięciogodzinnej trylogii brytyjskiego dramaturga Toma Stopparda Utopie (The Coast of Utopia) w Lincoln Center, Vivian Beaumont Theatre. Od 30 października 2014 do 4 stycznia 2015 grał postać Maxa w sztuce Stopparda Prawdziwa rzecz (The Real Thing) z Maggie Gyllenhaal i Ewana McGregora.

## Filmografia

### Filmy fabularne
- 1988: Inna kobieta (Another Woman) jako Chłopak Laury
- 1993: Alive, dramat w Andach (Alive) jako Roberto Canessa
- 1994: Z honorami (With Honors) jako Jeffrey
- 1995: Tupiąc i wrzeszcząc (Kicking and Screaming) jako Grover
- 1996: Dziedzictwo (The Proprietor) jako William O’Hara
- 1997: Kobieta inna niż wszystkie (Drive, She Said) jako Tass Richards
- 1997: Upiorne święto (The House of Yes) jako Marty
- 2000: Urbania jako Matt
- 2002: Tożsamość Bourne’a (The Bourne Identity) jako Research Tech
- 2002: Na zachód stąd (West of Here) jako Gilbert 'Gil' Blackwell
- 2002: Epoka lodowcowa (Ice Age) jako Dodo/Aardvark (głos)
- 2006: Outsourced jako Todd Anderson
- 2012: Frances Ha jako Andy

### Seriale TV
- 1984: Wszystkie moje dzieci (All My Children) jako Philip „Charlie” Brent Jr.
- 2001–2002: Brygada ratunkowa (Third Watch) jako dr Thomas
- 2000: Seks w wielkim mieście (Sex and the City) jako George
- 2008: Prawo i porządek (Law & Order) jako prawnik Reardon (sezon 19, odc. 1)
- 2015: Madam Secretary jako Arthur Gilroy (5 odcinków)